# Ross Malinger
Ross Malinger est un acteur américain né le 7 juillet 1984 à Redwood City, en Californie (États-Unis).

## Biographie
Il est le fils de Brian et Laura Malinger, producteurs. Il est le frère de Ashley et Tyler Cole, tous deux acteurs eux aussi. Son premier rôle important a été Nuits blanches à Seattle où il joue le rôle du fils de Sam Baldwin (Tom Hanks). En 1995, il joue dans Mort subite aux côtés de Jean-Claude Van Damme, pour lequel il a touché un cachet de 1,1 million de dollars, ce qui contraste avec le cachet de 24 000 dollars pour Nuits blanches à Seattle. Par la suite il a joué pour la télévision et a fait du doublage.

## Filmographie
- 1990 : Un flic à la maternelle (Kindergarten Cop) : Harvey
- 1991 : Eve of Destruction : Timmy Arnold
- 1991 : Passeport pour le futur (Late for Dinner) : Little Donald Freeman
- 1992 : In Sickness and in Health (TV) : Michael
- 1993 : Nuits blanches à Seattle (Sleepless in Seattle) : Jonah Baldwin
- 1993 : Good Advice (série TV) : Michael DeRuzza (1993-1994)
- 1994 : Dr Quinn femme médecin, saison 2 (série TV) : plusieurs épisodes (Stevens Mayers)
- 1995 : Bye Bye Love de Sam Weisman : Ben Goldman
- 1995 : Mort subite (Sudden Death) : Tyler
- 1996 : Homeward Bound II: Lost in San Francisco : Spike (voix)
- 1996 : Peter and the Wolf (TV) : Peter
- 1996 : Nick Freno: Licensed Teacher (en) (série TV) : Tyler Hale (1996-1997)
- 1997 : La Légende de Bigfoot (Little Bigfoot) : Payton
- 1997 : Une fée bien allumée (Toothless) (TV) : Bobby Jameson
- 1997 : La Cour de récré (Recess) (série TV) : Theodore J. 'T.J.' Detweiler (I) (1997-1998) (voix)
- 1998 : The Simple Life ("The Simple Life") (série TV) : Will
- 1998 : The Animated Adventures of Tom Sawyer (vidéo) : Tom Sawyer (voix)
- 1998 : Club Vampire : Max
- 1998 : Frog and Wombat : Steve Johnson
- 2000 : Personally Yours (TV) : Derek
- 2001 : Recess Christmas: Miracle on Third Street (vidéo) : Theodore J. 'T.J.' Detweiler (clips from episode The Great Can Drive)